# Pas dla pojazdów z pasażerami

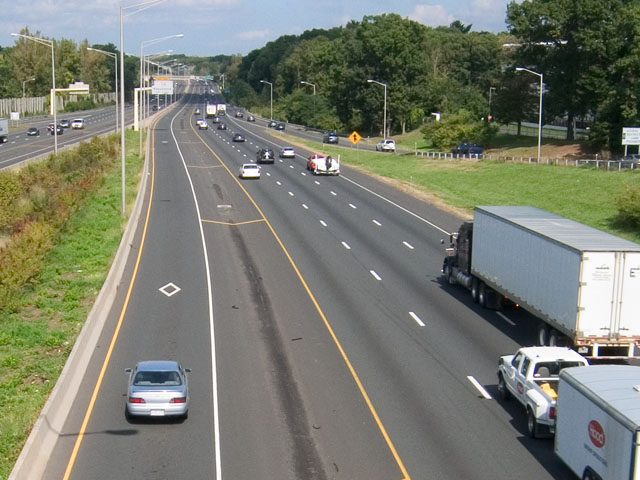
Wydzielony na stałe high-occupancy vehicle lane na autostradzie I-91 koło Hartfordu

Pas dla pojazdów z pasażerami, pas dla samochodów z pasażerami – pas ruchu przeznaczony wyłącznie dla pojazdów przewożących kierowcę i co najmniej jednego pasażera, a często co najmniej dwóch pasażerów. Oznakowane są symbolami w kształcie kwadratu o jednej przekątnej równoległej a drugiej prostopadłej do osi pasa.
Pasy takie są tworzone w celu redukcji ruchu ulicznego przez podróżowanie wielu osób w jednym pojeździe (między innymi tak zwany carpooling). Występują w Stanach Zjednoczonych i Kanadzie. 

## Dopuszczenia specjalne
W amerykańskim stanie Kalifornia decyzją władz miejscowych do ruchu na tych pasach dopuszczono pojazdy czyste ekologicznie, w których może znajdować się tylko kierowca. Są to pojazdy zasilane CNG, elektryczne czy hybrydowe (dla hybryd prawo to wygasło 1 stycznia 2011).
W Stanach Zjednoczonych podobne rozwiązanie wprowadzono w sześciu stanach: Kolorado, Floryda, New Jersey, Nowy Jork, Tennessee i Wirginia.

## W Polsce
Od stycznia 2012 niektórymi buspasami w Rzeszowie, a od marca 2016 w Krakowie, mogą poruszać się pojazdy przewożące co najmniej dwóch pasażerów. Podobne rozwiązanie zapowiedziano w Sosnowcu.